# Aquilegia flavescens
Aquilegia flavescens är en ranunkelväxtart som beskrevs av S. Wats.. Aquilegia flavescens ingår i släktet aklejor, och familjen ranunkelväxter.

## Underarter
Arten delas in i följande underarter:
- A. f. miniata
- A. f. rubicunda

## Bildgalleri

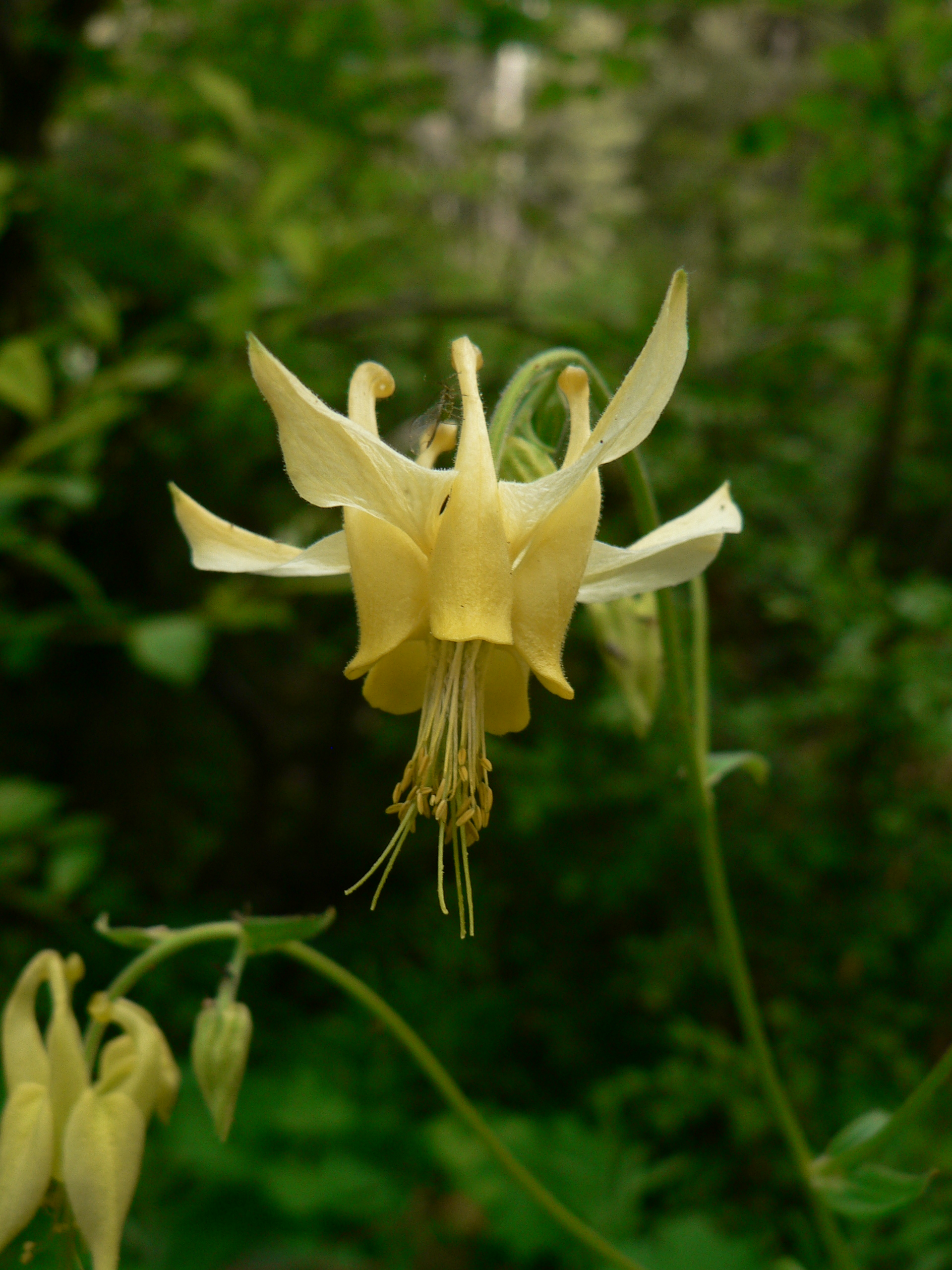
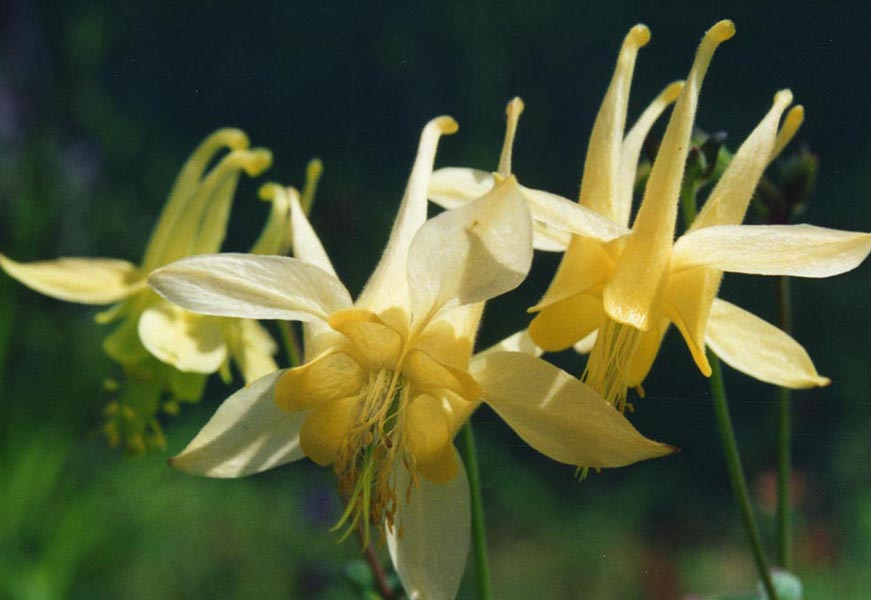
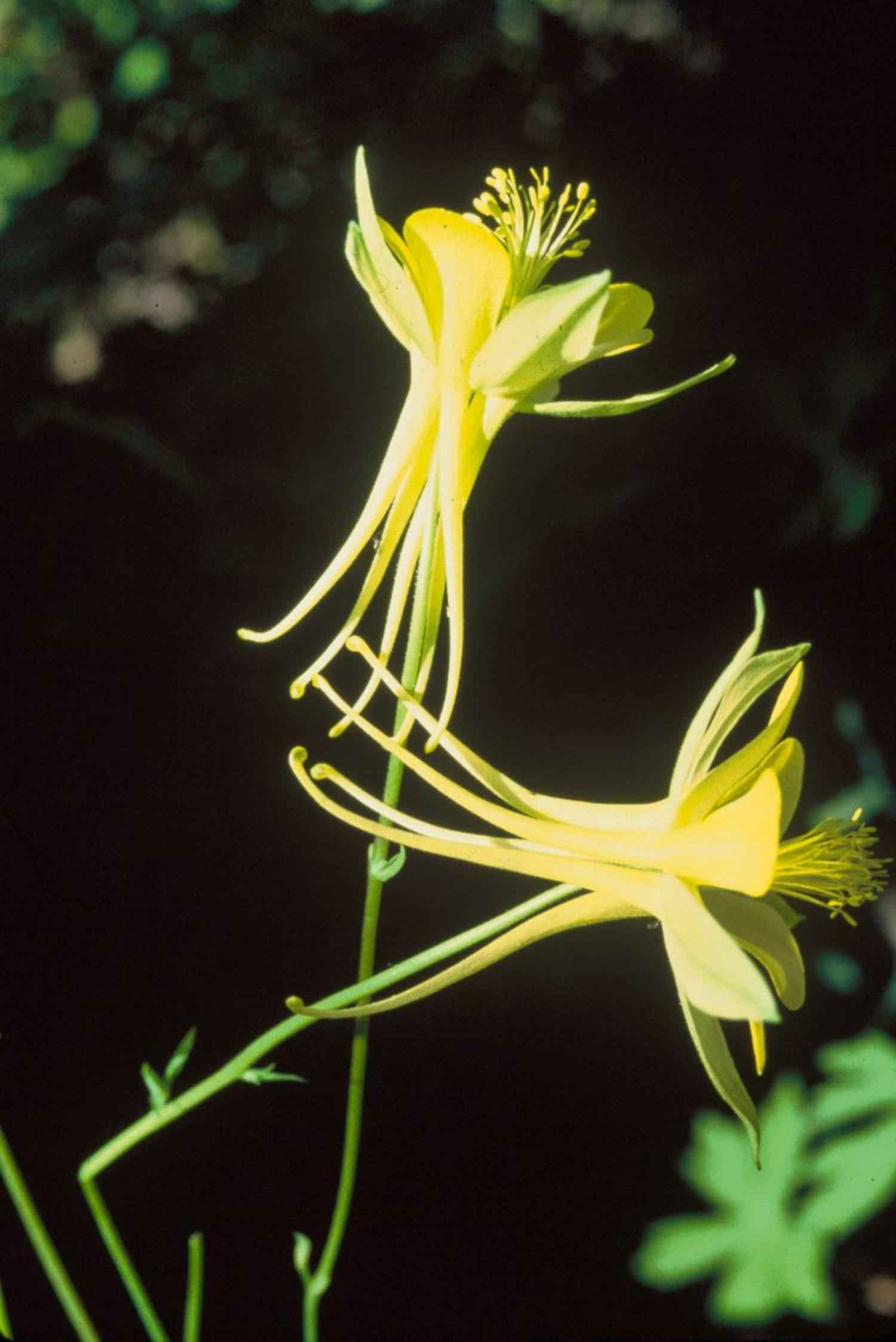